# Danh sách câu lạc bộ bóng đá ở Somalia
Đây là danh sách không đầy đủ các câu lạc bộ bóng đá ở Somalia.
Về danh sách đầy đủ, xem Thể loại:Câu lạc bộ bóng đá Somalia

## A
- Alba CF

## B
- Badbaado (Mogadishu)
- Banaadir Telecom FC (Mogadishu)
- Bariga Dhexe (Afgoye)

## D
- Dekedaha (Mogadishu)

## E
- Elman FC (Mogadishu)

## F
- Feynuus (Mogadishu)

## G
- Gaadiidka FC
- Gasko FC

## H
- Horseed FC (Horseed)

## J
- Jamhuuriya TB (Gaalkacyo)
- Jeenyo United F.C. (Mogadishu)

## M
- Marine Club FC

## S
- Savana FC
- SITT Daallo (Mogadishu)
- Somali Police FC
- Super Shell (Afgoye)

## T
- TOP FC (Mogadishu)